# Mukundur Hosahalli, Hassan
Mukundur Hosahalli là một làng thuộc tehsil Hassan, huyện Hassan, bang Karnataka, Ấn Độ.